# بورتون ميلارد
بورتون ميلارد (بالإنجليزية: Burton Millard)‏ هو شخصية أعمال وسياسي أمريكي، ولد في 1828، وتوفي في 7 أبريل 1862. انتخب عضو جمعية ولاية ويسكونسن.